# Harry F. Klinefelter
Harry Fitch Klinefelter, Jun. (* 20. März 1912 in Baltimore, Maryland; † 20. Februar 1990) war ein US-amerikanischer Arzt und Endokrinologe.

## Leben
Klinefelter studierte an der University of Virginia in Charlottesville, bevor er auf die Johns Hopkins Medical School wechselte, an der er 1937 seinen Abschluss machte. Von 1941 bis 1942 arbeitete er mit Fuller Albright am Massachusetts General Hospital in Boston. Danach kehrte er zurück an die Johns Hopkins Medical School.
1943 bis 1946 diente er in der Armee und kehrte danach nach Baltimore zurück, wo er 1966 außerordentlicher Professor für Medizin wurde.
Klinefelter befasste sich insbesondere mit rheumatischen Erkrankungen, Endokrinologie und der medikamentösen Behandlung der Alkoholkrankheit.
Er beschrieb 1942 zusammen mit E. C. Reifenstein und Fuller Albright erstmals die klinischen Zeichen des Klinefelter-Syndroms (auch Klinefelter-Reifenstein-Albright-Syndrom), welches daraufhin nach ihm benannt wurde.
Klinefelter selbst bezeichnete das nach ihm benannte Syndrom als eine Entdeckung Fuller Albrights, der „nur ganz selbstlos meinen Namen als ersten in der Liste der Autoren erlaubte“.